# Coprinellus ellisii
Coprinellus ellisii là một loài nấm trong họ Psathyrellaceae. Nó được miêu tả đầu tiên là Coprinus ellisii by Peter D. Orton năm 1960, sau đó được xếp vào chi Coprinellus năm 2001.

## Hình ảnh

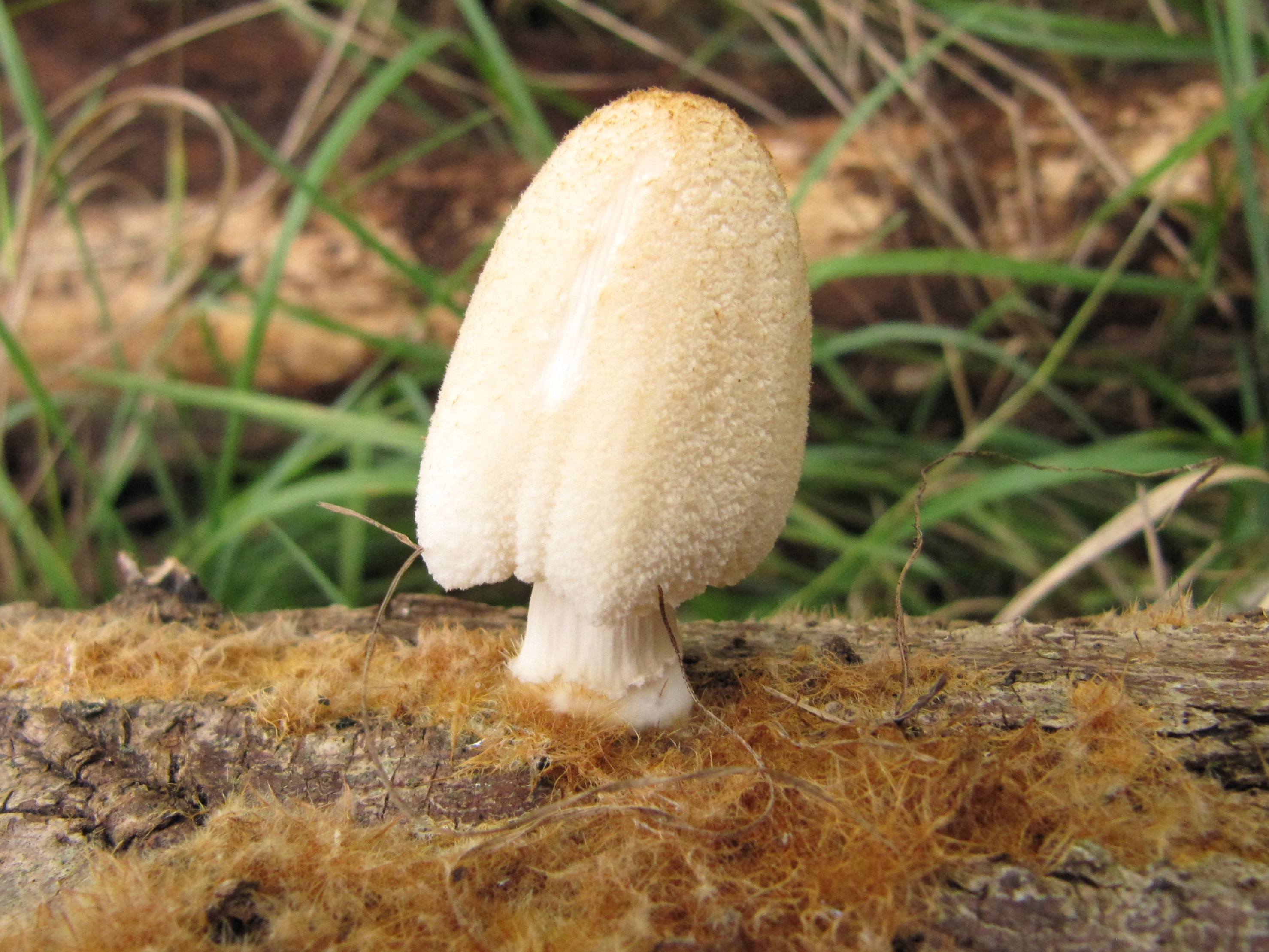